# Waterloo Lily
Albums de Caravan
In the Land of Grey and Pink
(1971) For Girls Who Grow Plump in the Night
(1973)
Waterloo Lily est le quatrième album du groupe de rock progressif anglais Caravan, sorti en 1972. David Sinclair ayant quitté le groupe, il est remplacé par Steve Miller.
La pochette de l'album est un détail de la gravure L'Orgie de William Hogarth, troisième de la série La Carrière d'un libertin (1733-1735).

## Titres
Toutes les chansons sont écrites et composées par Richard Coughlan, Pye Hastings et Richard Sinclair, sauf It's Coming Soon et Songs and Signs, composées par Steve Miller..
| 1. | Waterloo Lily                                                | 6:47  |
| 2. | Nothing at All / It's Coming Soon / Nothing at All (Reprise) | 10:25 |
| 3. | Songs and Signs                                              | 3:39  |

| 4. | Aristocracy                                                                             | 3:03  |
| 5. | The Love in Your Eye / To Catch Me a Brother / Subsultus / Debouchement / Tilbury Kecks | 12:31 |
| 6. | The World Is Yours                                                                      | 3:40  |

## Musiciens
- Caravan :
  - Pye Hastings : guitare, chant
  - Steve Miller : piano électrique Wurlitzer, piano à queue, orgue Hammond, clavecin électrique
  - Richard Sinclair : basse, chant
  - Richard Coughlan : batterie

- Musiciens supplémentaires :
  - Lol Coxhill : saxophone soprano sur Waterloo Lily et Nothing at All…
  - Phil Miller : deuxième guitare sur Nothing at All…
  - Jimmy Hastings (en) : flûte sur The Love in Your Eye…
  - Mike Cotton : trompette sur The Love in Your Eye…
  - Barry Robinson : hautbois sur The Love in Your Eye…